# بيتينينيو
بيتينينيو هي بلدية في مقاطعة بييلا في منطقة بيدمونت الإيطالية، وتقع على بعد 60 كيلومتر (37 ميل) شمال شرق تورينو وما يقارب 3 كيلومتر (2 ميل) جنوب شرق بييلا، وسجّلت بيتينينجو في31 ديسمبر 2004 1,567 نسمة من سكّانها، حيث تبلغ مساحتها 11.5 كيلومتر مربع (4.4 ميل2) . 
تحدّ مدينة بيتينينجو البلديات الآتية:
- أندورنو ميكا
- بيلا
- بيوليو
- كالابيانا
- كاماندونا
- بيديكافالو
- بيلا (بيدمونت)
- بيوده
- راسا
- رونكو بيليس
- سكوبيلو
- تافيجليانو
- تيرنينغو
- فالي موسو
- فالي سان نيكولاو
- فيجليو
- زوماجليا

## تاريخها
دمجت بلدية بيتينينيو في 1 يناير 2017 مع بلدية سيلفي ماركون المجاورة لها. 

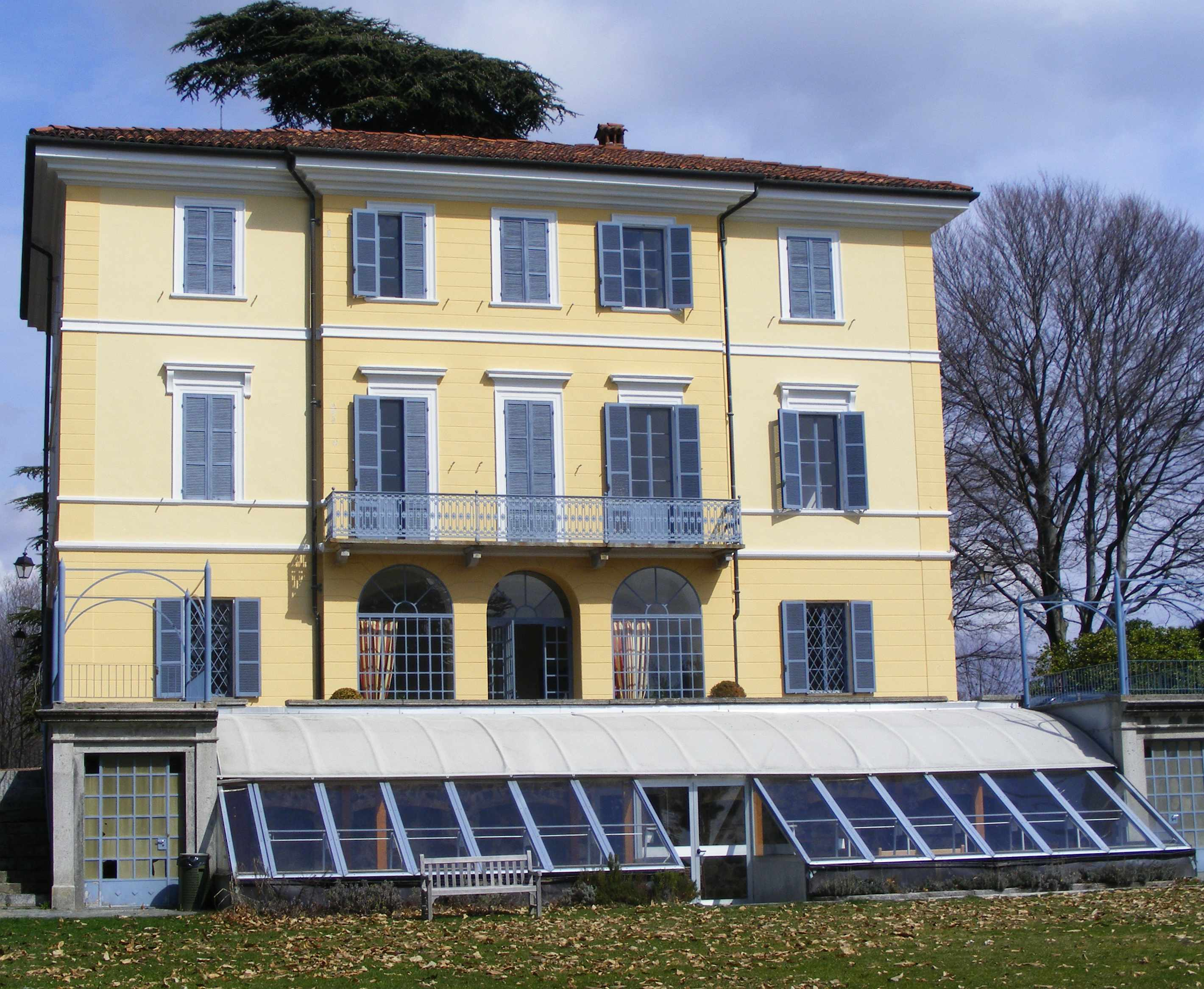
فيلا بياتسو